# Světlá nad Sázavou (stacja kolejowa)
Světlá nad Sázavou – stacja kolejowa w miejscowości Světlá nad Sázavou, w kraju Wysoczyna, w Czechach Znajduje się na wysokości 400 m n.p.m.
Stacja jest wyposażona w poczekalnię, kasy biletowe, na których można zakupić bilety na pociągi krajowe i międzynarodowe oraz zarezerwować miejsce w pociągu.

## Linie kolejowe
- 212 Čerčany - Světlá nad Sázavou
- 230 Kolín - Havlíčkův Brod